# Ouvidor (Goiás)
Ouvidor é um município brasileiro do interior do estado de Goiás. Sua população, de acordo com estimativas do Instituto Brasileiro de Geografia e Estatística (IBGE), era de 6 340 habitantes em 2017.

## História
Não se pode citar um único nome como sendo o fundador do município. Figuram nomes dos primeiros moradores do lugarejo, dentre eles, o alemão naturalizado brasileiro e registrado com o nome Eliseu da Silva, sendo que seu nome de origem alemã e de difícil pronúncia se perdeu no tempo. Mais dois nomes aparecem como primeiros moradores: Vigilato Evangelista Pereira que possuía título militar de Alferes nomeado pelo Imperador, o outro ilustre morador é Sr. Pio Mendes dos Santos. Ouvidor foi tendo de base em sua história vários sobrenomes de famílias que se tornaram tradicionais ao longo do tempo, já que essas mesmas famílias formaram o município. Hoje em dia é fácil encontrar na cidade descendentes desses sobrenomes que foram originados de famílias provenientes em grande maioria da zona rural de Ouvidor. São alguns deles (sobrenomes): Eliseu da Silva, Manoel, Torquato, Goulart, Teodoro, Ramos, Fonseca, Galdino, Primo de Araújo, Fernandes Evangelista, Nascimento, Ferreira, Mendes dos Santos, Rosa, Ribeiro, Pereira, Silvano, Rodovalho, Pires, Borges, entre outros. 
Famílias que fizeram e ainda fazem a história da cidade.
Autores do Projeto de Lei que emancipou o município foram Antônio Eliseu da Silva (filho de Eliseu da Silva) e seu filho Aulício Eliseu da Silva, na mesma data emanciparam também o município de Três Ranchos, Dezenove de Outubro de 1953.
O Primeiro Prefeito, nomeado pelo Governador do Estado foi o Sr. Idalício da Silva (filho de Antônio Eliseu da Silva), que governou de 1 de janeiro de 1954 a 4 de março de 1955.
O Primeiro Prefeito eleito pelo povo, foi o Sr. Hélio Ferreira Goulart que administrou o município no período de 5 de março de 1955 a 31 de janeiro de 1959.

## Subdivisões
O município consiste dos bairros Centro, Setor JK, Vila Nova, Setor Aeroporto, Nova Ouvidor e Conjunto Amilton Manoel.
Existem ainda as comunidades rurais Paraíso, Paraíso de Baixo, Paraíso do Meio, Paraíso de Cima, Fazenda da Mata, Boa Vista, Córrego Fundo, Coruja, Salto da Colher, São Miguel, Grotão, Grotinha, Matinha, Água Limpa, Serrinha, Cedro, Ressacão, Barreiro, Perobas, Botafogo, Fazenda dos Cláudios e Chapadão (fazenda onde se localiza a Mineração, empresa do grupo Anglo American).

## Geografia
Sua população segundo o Censo/IBGE 2010 é de 5.467 habitantes, sendo a única cidade da região a ter um crescimento expressivo, pois sua população teve um crescimento de aproximadamente mil e duzentos habitantes, quando relacionado com o último recenseamento . No  Censo realizado no ano de 2000, Ouvidor foi classificado com uma população de 4.271 habitantes, e, no último recenseamento, Ouvidor é classificado com 5.467 habitantes, um crescimento de 26%. Já cidades vizinhas tiveram população reduzida, diferentemente de Ouvidor, segundo fonte do IBGE. Além disso, está situado na Microrregião de Catalão.
Sendo cerca de setenta por cento concentrada na zona urbana. e formada por diversos grupos étnicos, predominando os brancos. Porém existe um grande número de mestiços e representantes negros, principalmente os que vieram em busca de trabalho na estrada de ferro, e seus descendentes. De alguns anos para cá começaram a fazer parte também desses grupos étnicos, alguns representantes orientais, em número bastante reduzido.

### Distâncias
Ouvidor está em uma região geográfica favorável. Fica em um lugar de acesso fácil para várias cidades importantes do Brasil. A GO-330 passa pela cidade, além de estar a 15 quilômetros da BR-050, uma das mais importantes rodovias do Brasil. Veja a distância entre Ouvidor e algumas dessas cidades:
- Catalão - 15 km
- Uberlândia - 105 km
- Araguari - 74 km
- São Paulo - 712 km
- Uberaba - 235 km
- Brasília - 315 km
- Goiânia - 274 km
- Belo Horizonte - 605 km
- Caldas Novas - 130 km
- Três Ranchos - 15 km
- Ribeirão Preto - 374 km
- Rio de Janeiro - 1186 km

### Clima
O clima é apresentado por duas estações bem definidas: uma seca e outra chuvosa, sendo que de maio a agosto praticamente não chove.

### Hidrografia
Em Ouvidor  é grande a diversidade hidrográfica. O próprio município, cujo nome é de um ribeirão que faz  divisa com Catalão, é um exemplo forte dessa diversidade. Além de ribeirões, córregos, represas, lagos, lagoas e nascentes, Ouvidor é banhado por rios importantes em nível regional e nacional. Um deles é o Rio Paranaíba que se junta com o Rio Grande, formando o Rio Paraná. O Rio Paranaíba é usado em forma de turismo em Ouvidor, onde moradores da cidade e da região usam-o para o lazer. Não Muito diferente é o Rio São Marcos que também  banha o território de Ouvidor, e, é usado para o lazer da população e de turistas. E ainda tem o córrego conhecido como "Córrego Ouvidor"

## Economia
No geral a economia de Ouvidor é fortemente dependente da indústria, destacando-se como principais plantas as das minero-químicas Copebrás e Vale S.A. e a alimentícia Sakura Nakaya. O produto interno bruto de 2004 foi de pouco mais de 84 milhões de reais (em valores da época), apresentando a seguinte divisão por setores produtivos: 7,5% no setor primário, 72,3% no setor secundário e 20,2% no setor terciário. No mesmo ano, o PIB per capita foi de 18.505 Reais.
A criação de animais é uma atividade econômica importante para o município. O gado bovino exerce grande influência na vida das pessoas do município, pois, a grande maioria da população ainda depende de algum rendimento originário do criatório de bovinos de leite e de corte. Ultimamente vem se intensificando o melhoramento dos rebanhos, com vistas ao aumento da produção de leite (vacas "girolandas" de alta lactação e algumas "holandesas"). Para a produção de carne de boa qualidade, já se verifica um grande avanço na criação da raça "nelore" e o sistema de confinamento.
As principais atividades agrícolas do nosso município são o alho, maracujá, arroz, milho, feijão, mandioca, café, soja e o cultivo de plantas olericolas.
Em 2005 a produção agropecuária do município foi a seguinte:
| Bovinos -                                                  | 25.000 cabeças   |
| Galinhas                                                   | 6.300 cabeças    |
| Galos                                                      | 14.000 cabeças   |
| Vacas                                                      | 3.800 cabeças    |
| Leite                                                      | 4.900 mil litros |
| Cana-de-açúcar                                             | 2.800 toneladas  |
| Mandioca                                                   | 1.050 toneladas  |
| Milho                                                      | 1.500 toneladas  |
| Soja                                                       | 1.200 toneladas  |
| Tomate                                                     | 2.250 toneladas  |
| Principais produtos agropecuários de Catalão IBGE em 2005. |                  |

Existem vários tipos de minérios no solo e subsolo do município, porém os que sobressaem são o fosfato e o nióbio, explorados inclusive para exportação. Foi constatado, inclusive, a existência de outros minérios como o titânio e vermiculita.
No município existem algumas indústrias, tais como: As mineradoras, a indústria de laticínios, a cerâmica, panificação, beneficiamento de cerais, alho e mandioca, etc. Outra importante indústria instalada no município é a Sakura - Nakala Alimentos Ltda. A Mineração Catalão de Goiás (MCG), atual Anglo American, iniciou suas atividades de usinagem do nióbio no município, a partir de junho de 1976. Sua produção é totalmente exportada para países como Japão, Inglaterra, Alemanha e Estados Unidos.
A COPEBRÁS produz fosfato natural desde agosto de 1978 pela antiga FOSFAGO. Seu produto é destinado à Cubatão-SP, para fabricação de NPK e ácido fosfórico, por outras empresas do Grupo ANBRAS. A Vale S.A., antiga  "Ultrafertil" e "Goiásfertil", iniciou a produção de fosfato em caráter industrial, a partir de  novembro de 1982. Seu produto serve de matéria-prima para as fábricas de fertilizantes do próprio grupo.

### Empresas
Possui em seu território empresas de pequeno, médio e grande porte. Algumas das empresas são:
- Anglo American (Mineração Catalão e Copebrás)
- Sakura Nakaya  (produtora de alimentos)
- Vale S.A  (fica no território de Catalão, mas usa matéria prima do município de Ouvidor)
- Cerâmica Paraíso
- Alho Ouvidor
- Laticínios Ouvidor
- Provenat do Brasil
- JAMP (fabricante de lâmpadas fluorescentes)

## Infraestrutura

### Saúde
Ouvidor possui um Hospital Municipal, além de clínicas odontológicas (particulares) e agora duas Unidades Básicas de Sáude da Família (UBSF) Nélo Édigio Balestra.
- Hospital Municipal Santo Antônio.

### Educação
Ouvidor possui três escolas: Duas estaduais (Colégio Estadual Antônio Ferreira Goulart e Colégio Estadual Dácio Amorim Fonseca), uma municipal (Escola Municipal Professora Ediene da Silva Dias (Que tem aproximadamente 500 alunos),em homenagem a ex-diretora falecida Ediene da Silva Dias que era adorada por todos) e uma creche municipal ("CEMEI" Ana Ramos dos Santos).

### Lazer
São 5 praças bem distribuídas pela cidade, todas contam com árvores e opções para descanso da população, como bancos e sombra nos dias mais quentes. As praças estão em lugares acessíveis e todas com boa infraestrutura, dando destaque para a Praça da Estação, onde fica a antiga estação ferroviária, e para a "Praça da Prefeitura" que fica no centro da cidade. Além dessas duas, existem na cidade, a "Praça da Câmara Municipal", a "Praça do Bairro Vila Nova", "Praça da Rodoviária" e agora está em andamento uma nova praça no bairro Jardim JK na rua Itumbiara. Ouvidor possui o "Clube Social Municipal", lugar usado para eventos. Nele é realizado shows, aniversários, festas de casamento, entre várias outras festas e eventos do município. O "Bosque Municipal" também é uma área de lazer muito importante em Ouvidor, o bosque está ao lado da "Praça da Estação", e fica entre  duas avenidas importantes de Ouvidor, na avenida Irapuan Costa Júnior e na avenida Antônio Torquato.E em frente ao "Bosque Municipal" existe o CRAS,onde as crianças desfrutam de por exemplo:aula de dança,aula de pintura,balé,além de vários esportes.
Na praça da Estação é realizada desde de o ano de 2007 a Festa do Rock por artistas locais, sendo que no ano de 2013 compreende-se a 6ª edição da festa.

### Comunicação
O município possui uma rádio comunitária que fica perto da praça da Estação e do "Bosque Municipal".

## Cultura
Conhecida por ter feito parte da história da ferrovia no Brasil, Ouvidor ainda mantém essa história viva. A antiga estação ferroviária ainda mantém sua forma original e o prédio funciona como sede da nova biblioteca municipal, coincidência ou não, os trilhos de ferro não saíram definitivamente dos domínios ouvidorenses, já que são usados como meio de transporte de matéria-prima das empresas de minério que estão no território de Ouvidor. Entre festas e eventos, se destacam a "Festa em Louvor a Nossa Senhora do Rosário", que acontece nos meses de abril e maio. É realizada pela Paróquia Santo Antônio de Pádua por meio da ajuda dos festeiros que organizam e executam a festa. As cavalgadas sem datas pré-definidas cultuam sobre as ruas de Ouvidor por várias vezes durante o ano. No mês de junho acontece a "Festa do Peão de Ouvidor", com shows de música sertaneja, rodeio e exposições  com entrada franca aos moradores e visitantes, a festa é realizada pela prefeitura municipal. Na zona rural também existe festa, as famosas "festas de roça", que em Ouvidor acontecem na quadra da comunidade do Córrego Fundo e no centro comunitário da comunidade do São Miguel.  Apesar dessas festas tradicionais, nas últimas duas décadas é notável em Ouvidor um fenômeno interessante em relação ao Rock. Tendo em vista que a influência da música sertaneja é grande na maioria das cidades goianas, essa influência não é muito nítida em Ouvidor. Sendo que só há uma dupla sertaneja em destaque: Celeste e Celestinho, no entanto, possui até então seis bandas formadas no gênero Rock. Esse fenômeno se aflora em uma grandiosa festa do "Dia do Rock" realizada no mês de Julho e tem contado com um considerável público da região e de clubes de motociclistas que ali fazem rota.

### Esporte
O esporte em Ouvidor é destaque, tendo por base várias opções. O Município possui  o time da cidade, o Ouvidor Esporte Clube, que realiza jogos em competições amadoras. Além disso, os moradores tem a disposição o Ginásio de Esportes Municipal Sílvio José Ferreira, que fica no mesmo quarteirão do Clube Municipal. A quadra é usada para várias modalidades esportivas, principalmente, o futsal. Ao lado fica o Estádio Municipal Luiz Benedito, com capacidade para mais de 1000 pessoas sentadas nas arquibancadas. Nas praças do "Bairro Vila Nova" e na "Praça da Estação" encontra-se quadras de esportes à disposição da população. Ganha destaque a "Praça da Estação" que possui lugar para fazer caminhadas junto ao bosque municipal, além de um campo society,  parque infantil, e quadras esportivas de areia e de concreto. No ano de 2011 foi inaugurado também na "Praça da Estação" uma academia ao ar livre, no qual fica disponível 24 horas por dia.